# Королёва, Галина Львовна
Галина Львовна Королёва (1930—2008) — советский и российский педагог. Народный учитель СССР (1983).

## Биография
Родилась 5 января 1930 года в Сталинграде (ныне Волгоград).
В 1952 году окончила Горьковский университет.
С 1952 года работает в Горьком (ныне — Нижний Новгород): в 1952—1966 — в средней школе №101, с 1966 года, на протяжении многих лет работала учительницей русского языка и литературы средней школы № 182.
Умерла 7 ноября 2008 года. Похоронена на кладбище «Марьина Роща» в Нижнем Новгороде.

### Семья
- Муж — Альберт Яковлевич Копелович (1922—2005), педагог. Первый директор средней школы № 177 Ленинского района Нижнего Новгорода (с 1963 по 1983). Отличник народного просвещения СССР. Награды: орден Трудового Красного знамени, медали «За оборону Москвы», «За отвагу», «За взятие Кенигсберга», «За Победу над Германией»[2].

## Награды и звания
- Заслуженный учитель школы РСФСР (1975).
- Народный учитель СССР (1983)